# Jeff Horn
Jeffrey Horn (ur. 4 lutego 1988 w Brisbane) – australijski bokser, były zawodowy mistrz świata organizacji WBO w wadze półśredniej.

## Kariera amatorska
W 2011 roku wywalczył tytuł amatorskiego mistrza Australii. W 2012 roku startował na igrzyskach olimpijskich w Londynie, na których dotarł do ćwierćfinału. W walce o strefę medalową uległ Ukraińcowi Denisowi Berinczykowi.

## Kariera zawodowa
Profesjonalną karierę rozpoczął w marcu 2013 roku pokonując przez TKO w 2 rundzie Jody Allena.
Rok po rozpoczęciu zawodowych startów wywalczył swój pierwszy mistrzowski pas, mianowicie tytuł WBO Oriental. W walce o to trofeum pokonał Rivana Cesaire.
W kwietniu 2016 roku pokonał przez RTD w 7 rundzie w rodzinnym Brisbane byłego mistrza świata, Randalla Baileya. Dzięki temu wszedł w posiadanie tytułu WBO Inter-Continental.
Do pierwszej obrony pasa WBO Inter-Continental przystąpił w grudniu 2016 roku, wygrywając przed czasem z Ali Funeką.

## Walka z Mannym Pacquiao
2 lipca 2017 roku stanął przed najważniejszym wyzwaniem w całej zawodowej karierze. W obecności pięćdziesięciu tysięcy widzów na stadionie w Brisbane zmierzył się z legendą boksu, Mannym Pacquiao (59-6-2, 38 KO). Stawką walki był należący do Filipińczyka tytuł mistrza świata WBO w wadze półśredniej. Mimo że Horn był stawiany przez ekspertów na straconej pozycji, to po emocjonującej walce wygrał jednogłośnie na punkty (117-111, 115-113, 115-113).
13 grudnia 2017 roku w Brisbane w pierwszej obronie tytułu mistrza świata organizacji WBO w wadze półśredniej pokonał przez techniczny nokaut w jedenastej rundzie Brytyjczyka Gary'ego Corcorana (17-1, 7 KO).
9 czerwca 2018 w MGM Grand w Las Vegas w drugiej obronie tytułu, przegrał przez techniczny nokaut w dziewiątej rundzie z Amerykaninem Terencem Crawfordem (33-0, 24 KO).
31 sierpnia w Bendigo przegrał przez nokaut  w dziewiątej rundzie z rodakiem Michael Zerafa (27-3, 16 KO). W rewanżu, który odbył się 18 grudnia 2019 roku w Brisbane, zwyciężył niejednogłośnie na punkty (98-90, 94-94, 97-92).